# Sybila Arredondo
María Matilde Sybila Arredondo Guevara (Chile, 1935) es una poetisa e historiadora chilena. Es la viuda del escritor José María Arguedas y cumplió 14 años de prisión acusada de terrorismo en el Perú por colaboración con Sendero Luminoso.

## Biografía
Sybila Arredondo es hija de la escritora Matilde Ladrón de Guevara y del oficial de las Fuerzas Armadas de Chile Marcial Arredondo. Estudió Historia en el Pedagógico de la Universidad de Chile. Migró a Perú en la década de 1960 tras haber conocido al escritor José María Arguedas.
Durante su matrimonio con Arguedas y posterior viudez se dedicó a recopilar sus textos, editarlos y publicarlos. En la década de 1970 trabajó como promotora de la lectura y de actividades culturales en el Comité de Defensa de los Derechos Humanos (CODDEH).

### Captura
El 29 de marzo de 1985 fue capturada y enjuiciada por el 28º Juzgado Penal de Lima por supuesta pertenencia a Socorro Popular, órgano de apoyo social de Sendero Luminoso. Fue absuelta en dos ocasiones, en septiembre de 1986 y noviembre de 1987. Tres años después, en 1990 fue nuevamente detenida por la Policía del Perú durante la Operación ISA. En 1994 fue condenada por un tribunal sin rostro, dentro del fuero militar. Al año siguiente, otro juzgado especial sobre delitos de terrorismo la sentenció a 15 años. Permaneció recluida en el Penal Miguel Castro Castroo de Canto Grande, en el distrito de Lurigancho, y en el penal de mujeres de Santa Mónica, en el distrito de Chorrillos, Lima. Cumplida su condena, fue puesta en libertad el 6 de diciembre de 2002, tras lo cual abandonó Perú para vivir en Santiago de Chile.
En 2012, la directora de cine Teresa Arredondo, sobrina de Sybila, estrenó Sibila, un documental donde narra la historia de su tía. La película ganó el Premio de la competencia de Derechos Humanos del 14º BAFICI.

## Vida personal
Sybila Arredondo es ahijada de Gabriela Mistral. En 1955 se casó con el poeta chileno Jorge Teiller, con quien tuvo dos hijos. Tras separarse de Teiller, en 1967 contrajo matrimonio con el escritor peruano José María Arguedas. Tras enviudar en 1969 debido al suicidio del indigenista, conoció a Marcos Antonio Briones en Huancayo, con quien tuvo un hijo, Inti Briones. Años después de su salida de la cárcel en 2002, emparejó con el fotógrafo alemán Teodoro Vogel.